# Propaggine

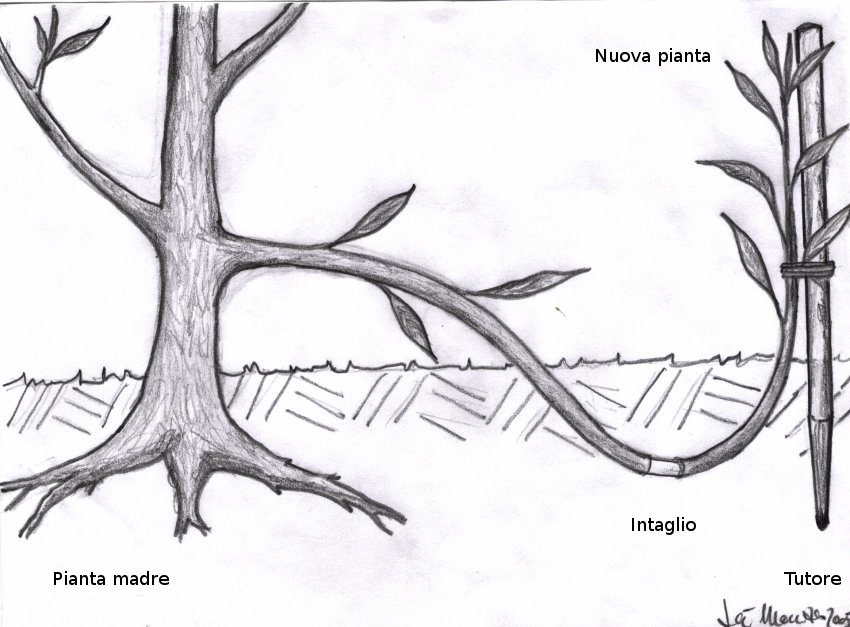
Propaggine

In agraria, il termine propaggine indica il ramo che viene piegato e interrato per la moltiplicazione per propagazione, detta anche propagginazione, di una pianta. Viene anche utilizzato come sinonimo di tale attività, ad esempio, in frasi come: "fare la propaggine", "moltiplicare per propaggine".
È una tecnica simile alla talea e, per tale motivo, è anche detta talea assistita. Si opera incurvando verso il terreno il ramo prescelto e sotterrandolo per un buon tratto con terriccio fresco e leggero, asportando un anello di corteccia sotto un nodo per facilitare la formazione di un callo cicatriziale da cui si svilupperanno le radici. Dopo un po' di tempo, si potrà separare il ramo dalla pianta madre che, fino a quel momento, lo aveva assistito nella nutrizione e poi anche trapiantarlo.
È una tecnica piuttosto scomoda e che richiede tempo, per cui si utilizza solo in caso di piante per le quali non risultano efficaci le moltiplicazioni per talea e margotta, e per le piante da serra particolarmente rare e preziose.
La propaggine apicale (o propaggine di punta, o capogatto) sfrutta la capacità di alcune piante di emettere radici dall'apice dei rami quando toccano terra. Si opera su un ramo dell'anno precedente e si effettua piegando i rami flessibili ed interrandone appunto la parte apicale sino ad una profondità di circa 10 cm. Tale tecnica viene effettuata principalmente in autunno e, nella primavera successiva, a radicamento avvenuto, la nuova pianticella viene staccata dalla pianta madre. È usata raramente e solo per quelle piante dove la polarità del ramo può non essere rispettata (ad esempio rovo o lampone).